# Gian Maria Fara
Gian Maria Fara, all'anagrafe Giovanni Maria Fara (Tempio Pausania, 29 settembre 1951), è un sociologo italiano, dal 1982 presidente dell'Eurispes (Istituto di Studi Politici, Economici e sociali).

## Biografia
Ha conseguito baccellierato, licenza e dottorato in Scienze sociali presso la Pontificia università "San Tommaso d'Aquino" (Angelicum) di Roma. Dal 1976 è giornalista pubblicista.
Dal 1982 è presidente dell'Eurispes - Istituto di studi, politici economici e sociali, istituto di ricerca totalmente privato italiano da lui stesso fondato. Dal 1990 è stato 'consultore' del Pontificio consiglio per le comunicazioni Sociali. 
È membro del comitato scientifico della Fondazione Italia USA e del comitato scientifico di “Europa Contemporanea”, rivista ufficiale della Accademia russa delle scienze.
Dal 1990 al 1993 ha insegnato Formazione dell'opinione pubblica ed etica della comunicazione presso l'Università degli Studi di Salerno e Psicologia della Politica e dei Comportamenti di Massa presso la Facoltà di Scienze Politiche dell'Università G. D'Annunzio di Teramo.
Dal 1990 al 2002, ha insegnato “Scienze dell'Opinione Pubblica” presso la Scuola ufficiali carabinieri di Roma.
Dal 2006 al 2010 ha insegnato “Scienze dell'opinione pubblica” presso l'Università LUMSA di Roma.
Nei primi anni Novanta sviluppa la teoria della società eventuale, dell'opinione pubblica reticolare e, ad inizio 2000, quella della società dei tre terzi.

## Vicende giudiziarie
Nel 2002 viene arrestato con l'accusa di distrazione di fondi della Regione Puglia destinati alla formazione e gestiti dall'Istituto Eurispes da lui presieduto, imputazione per la quale, dopo il processo tenuto presso il Tribunale di Bari, verrà condannato in primo grado a 6 anni di reclusione per diversi episodi di peculato. Il 29 novembre 2016 la seconda sezione della Corte di appello di Bari (Presidente Rizzi) lo assolve per non aver commesso il fatto, da tutti gli addebiti ascrittigli, nonostante gli stessi fossero già prescritti.

## Incarichi
- 1979 - 1982, Consigliere del Ministro nei Ministeri delle Poste e Telecomunicazioni e del Lavoro e della Previdenza Sociale.
- 1984 - 1987, Responsabile del Dipartimento del Mezzogiorno e del Dipartimento per l'Informazione per la Direzione Nazionale della CNA (Confederazione Nazionale dell'Artigianato).
- 1988 - 1989, Responsabile dell'Ufficio Studi della Confartigianato.
- 1993 - 1996, Docente presso la Scuola di specializzazione in giornalismo e comunicazioni di massa della LUISS.
- 1990 - 2012, Consultore del Pontificio Consiglio delle Comunicazioni Sociali, Città del Vaticano.
- 1990 - 2002, Docente “Scienze dell'Opinione Pubblica” presso la Scuola Ufficiali Carabinieri di Roma.
- 1999 - 2003, è stato Presidente dell'IPSEMA (Istituto di Previdenza per il settore Marittimo).

## Pubblicazioni
- Etica e informazione, presentazione di Roberto Racinaro, Firenze: Vallecchi, 1992
- Cultura e immagine dell'artigianato italiano G. M. Fara - A. M. Sobrero, Roma: Merlo, 1988
- Dinamiche sociali e globalizzazione: il lavoro ed il ruolo della donna, Napoli, Consulta regionale femminile, stampa 1998
- Il potere in Italia, a cura di Carlo Carboni e Gian Maria Fara, Roma, Koiné, 1993
- Classe dirigente. Il profilo del potere in Italia, Gian Maria Fara, Datanews, 2012.
- L'Italia in nero. Riflessioni sull'economia sommersa, Gian Maria Fara - Antonio Iodice, Roma, Datanews, 2012.
- Dalla spending review al ritorno del Principe, Gian Maria Fara - Benedetto Attili, Roma, Datanews, 2012.
- La Repubblica delle Api - 365 appunti sull'Italia com'era, com'è e come vorremmo che fosse, Roma, Datanews, 2013.
- Outlet Italia. Cronaca di un Paese in (s)vendita, Gian Maria Fara - Benedetto Attili, Roma, Datanews, 2012.
- Italia del nì. 100 appunti per cercare di capire un Paese complicato, Gian Maria Fara, Bologna, Minerva Edizioni, 2019.